# 홍농읍
홍농읍(弘農邑)은 대한민국 전라남도 영광군에 속하는 읍이다.

## 연혁
- 삼한시대 - 마한에 속함
- 백제시대 - 무시이군(근초고왕때)속함
- 통일신라시대 - 무령군 속함
- 고려시대 - 영광군, 오성, 정주에 속함
- 조선시대 - 영광군에 속함
- 1954년 11월 5일 - 법정리 9개리와 행정리 23개로 운영
- 1970년 7월 1일 - 27개리로 운영
- 1985년 - 읍으로 승격[1]

## 법정리
- 가곡리
- 계마리
- 단덕리
- 상하리
- 성산리
- 신석리
- 월암리
- 진덕리
- 칠곡리

## 교육
- 홍농초등학교 (상하리)
  - 칠곡분교 (폐교) - 홍농읍 칠곡로 347 (칠곡리)
  - 동명분교 (폐교) - 홍농읍 동부로 319 (가곡리)
- 홍농서초등학교 (성산리)
- 홍농남초등학교 계마분교 (폐교) - 홍농읍 계마리 884
- 영광홍농중학교 (상하리)

## 기타
- 한빛원자력발전소